# Дризен, Карл-Вильгельм Карлович
Барон Василий Карлович Дризен (нем. Wilhelm Karl Heinrich von der Oest genannt Driesen; 1746—1827) — основатель российской ветви рода; генерал-адъютант, генерал-лейтенант, тайный советник, Курляндский губернатор.

## Биография
Происходил из старинного балтийского баронского рода. Родился в Везеле (Вестфалия) 13 мая 1746 года, в семье барона Христиана Фабиана Дризена и Гертруды Адельгейды, урождённой фон Вильмсдорф; 23 мая был крещён с именем Карл Вильгельм Генрих.
В прусской службе и на службе у Курляндского герцога особых успехов не имел, и к своим пятидесяти годам дослужился лишь до звания подполковника.
В российскую военную службу подполковник Карл Вильгельм фон Дризен был принят императором Павлом I в 1796 году, назначив его своим флигель-адъютантом. Уже через несколько месяцев Павел I, во время коронации, пожаловал ему имение в Финляндии; ещё через месяц взамен финских владений ему пожалованы в потомственное владение казённые мызы Экхофен и Вальдексхоф в Курляндии (на территории нынешних Озолниеков и Елгавы соответственно), которые Карл Дризен попросил у Павла назвать Паульсгнаде и Зоргенфрей. В этом же году Карл Дризен был произведён в полковники.
18 марта 1798 Василий Карлович был произведён в генерал-майоры с назначением генерал-адъютантом.
В 1799 году он был назначен Курляндским гражданским губернатором. В следующем году он уже тайный советник и кавалер ордена Св. Анны I-й степени. В годы губернаторства Карл Дризен в честь Павла соорудил в Митаве на собственные средства пирамидальную стелу с шаром на вершине высотой около 4 метров. В 1801 году Курляндское дворянство записало баронский род Дризенов в свои родословные книги.
Александр I и Николай I сохраняли хорошее отношение к Карлу Дризену и его сыновьям. 6 января 1808 года был произведён в генерал-лейтенанты.
Умер 13 (25) февраля 1827 года в имении Генриеттенруэ (волость Паульсгнаде, Митавского уезда), где и был похоронен.

## Награды
- Орден Святого Владимира 4-й степени (27 февраля 1795)[1]
- Орден Святой Анны 1-й степени (21 июля 1799)[2]
- Орден Святого Владимира 3-й степени (1 декабря 1807)[3]
- Орден Святого Лазаря (Королевство Франция)

## Семья
Жена: Генриетта Альбертина, урождённая фон Беллендорф (25.03.1760—31.12.1803)
- Егор (Георг Вильгельм, нем. Georg Wilhelm; 1780 — 13.09.1812) — полковник, командир Преображенского полка. Первая жена — Александрина Геслер (ум. 04.04.1807), вторая жена — Софья Матвеевна Ламздорф (1788—1872).
- Фёдор (Фридрих Вильгельм, нем. Friedrich Wilhelm; 1781 — 30.09.1851) — генерал-лейтенант, комендант Риги, участник Отечественной войны 1812 года. Первая жена — Мария Айкен (1800—1826), вторая жена — Розалия Шробиндер.
- Фёдор (Карл Фридрих Леопольд, нем. Karl Friedrich Leopold; 1789—?) — прапорщик лейб-гвардии Драгунского полка.
- Василий (Генрих Альберт Вильгельм, нем. Heinrich Albert Wilhelm; ок. 1789 — после 1833) — генерал-майор, участник Отечественной войны 1812 года.

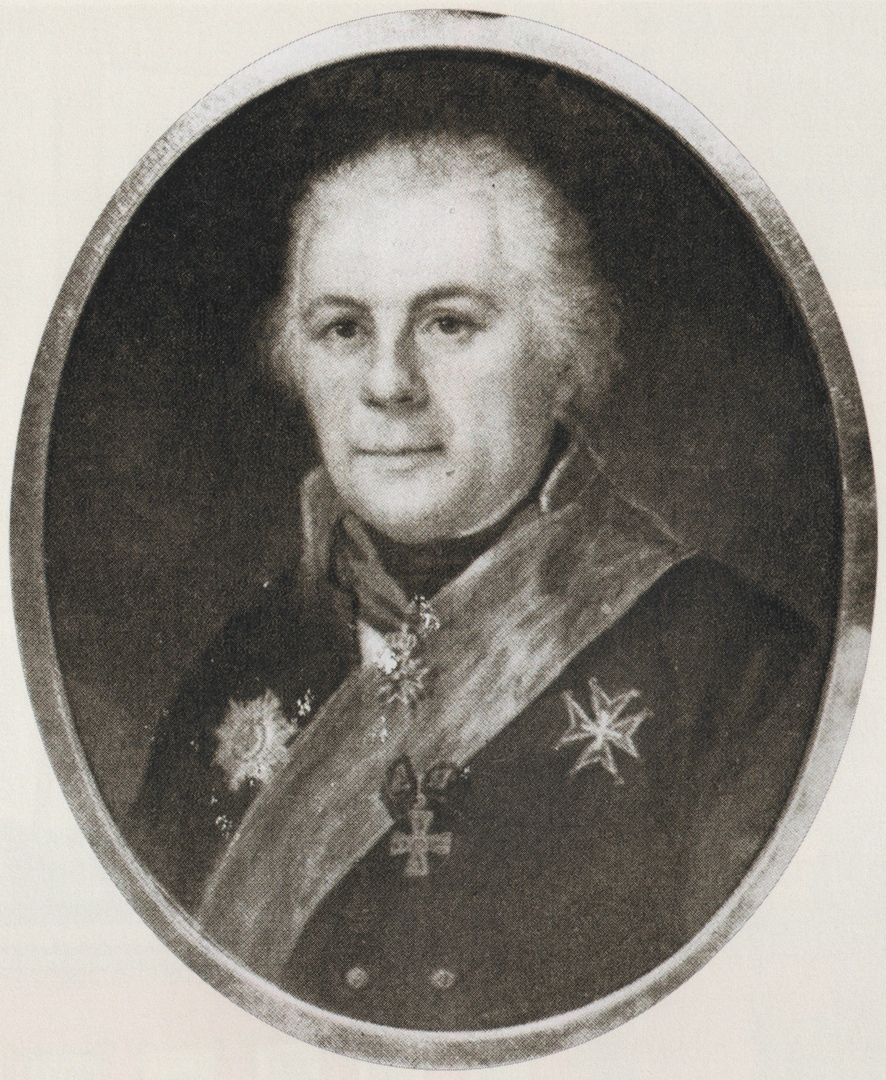
Василий Карлович фон Дризен
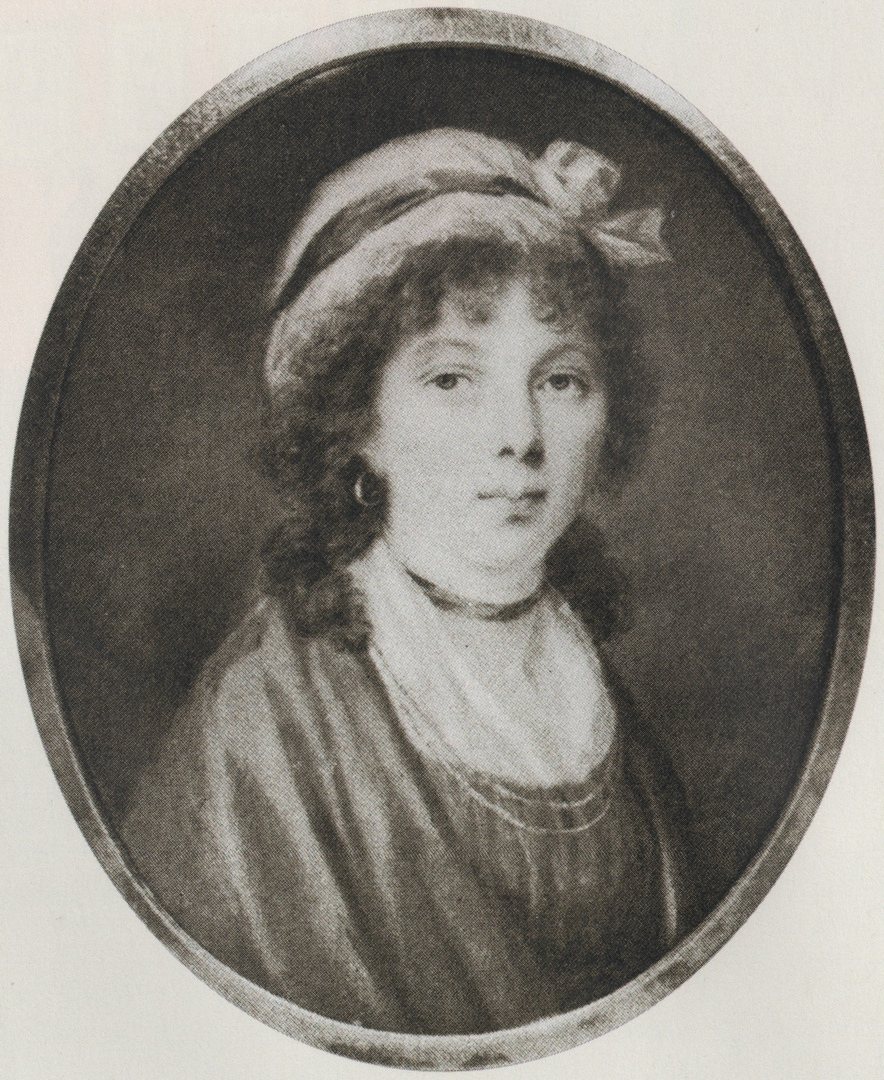
Генриетта Альбертина фон Беллендорф
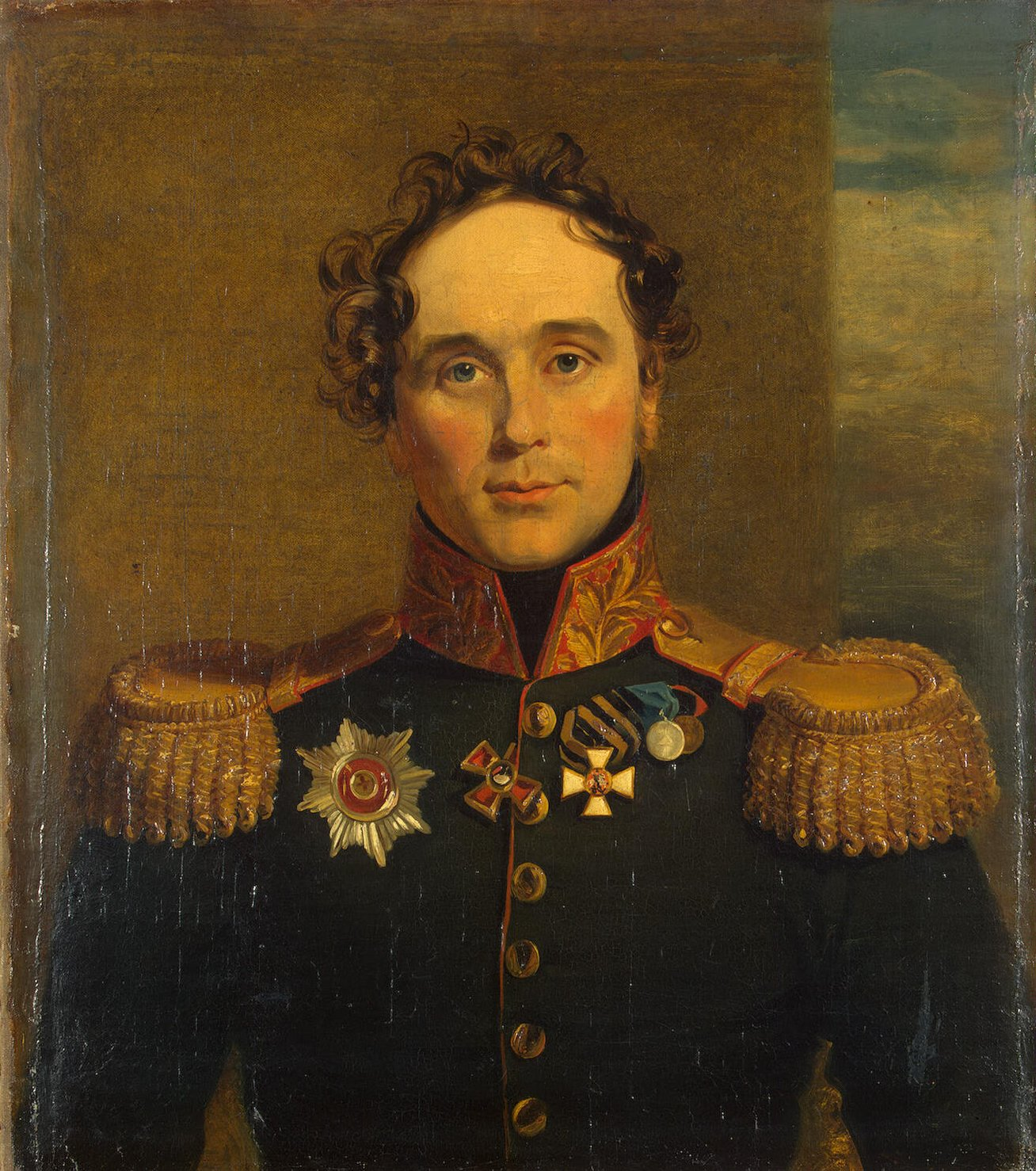
Фёдор Васильевич фон Дризен

## Источник
- Дризены в России (история вокруг портрета)
- Driesen, Wilhelm Karl Heinrich Bar. v. (v. der Oest gen.) (1746-1827) (нем.). // Baltisches Biographisches Lexikon Digital.